# Levendaal (wijk)
Levendaal is een wijk in het district Binnenstad zuid van de Nederlandse stad Leiden. Om administratieve redenen is de wijk verdeeld in de CBS-buurten Levendaal-West en Levendaal-Oost.
De geschiedenis van de wijk gaat terug op de stadsuitleg van 1386 met een nieuwe voorstad "op de hoge woerd", dat wil zeggen op een hoger gelegen stuk grond ten zuiden van de Rijn, waarvan de naam ook terugkomt in de straatnaam Hogewoerd. De wijknaam is vermoedelijk een verenging van "in Levendael", dat wil zeggen de naam die toen voor dit gebied gebruikt werd. Het Levendaal is ook de straatnaam van een uitvalsweg die in oostelijke richting vanaf het centrum door de wijk loopt.